# 知的資産経営
知的資産経営（ちてきしさんけいえい）とは、知的資産を活用した経営手法である。知的資産は、特許やノウハウなどの「知的財産」だけではなく、組織や人材、ネットワークなどの企業の強みとなる資産を総称する幅広い考え方である。すなわち、知的資産経営では、人材、技術、組織力、顧客とのネットワーク、ブランド等の目に見えない企業に固有の資産を知的資産として認識し、有効に組み合わせて活用していくことを通じて収益につなげることが求められる。近年、世界経済の基盤が産業経済から知識創造経済へ移行しているとされ、知的資産の創造やその活用の巧拙が、企業の優位性や競争力に影響を与えることとなる。

## 欧州の知的資産経営
EUでは1978年採択の第4号会社法指令（Fourth Company Law Directive on annual accounts）により株式会社等の決算が規定された。また、EU会計現代化指令（EU Accounts Modernisation Directive 2003/51）により、企業の利害関係者が企業の展望やパフォーマンス、ポジションの理解を深めることができるよう、2005年からEU域内企業に対して事業活動にかかる重要なパフォーマンス指標を財務情報だけではなく非財務情報（環境や従業員に関する指標等）も開示対象とすることになった。
ドイツでは、2000年代において工業製品の生産コストが高い経済状況にあり、雇用の確保と経済の活性化が政府の喫緊の課題であった。そこで中小企業に存在する無形価値である知的資産を把握するため、中小企業を主たるターゲットとする知識貸借対照表(Wissensbilanz)プロジェクトが推進された。2003年夏には知的資産報告書プロジェクトが発足し、ドイツ知的資産報告書(2004)が生成された（ドイツ型モデル）。

## 日本の知的資産経営
日本の経済産業省・経済産業政策局知的財産政策室では、数年前から中小企業などに知的資産経営を推奨している
企業が持続的な利益を目指す「知的資産経営」を続けていくためには、その企業の取り組みをステークホルダー（取引先、顧客、株主・投資家、従業員、地域社会など）に認知・評価してもらうことが重要であり、そのため企業は、財務諸表だけでは十分に表現することができない「知的資産」や知的資産を活用した経営手法について、ステークホルダーに対して情報開示を行う必要がある。
こうした情報開示を行う意義として、①企業が持つ実力をステークホルダーが正しく評価できること、②個々の企業の内部において価値創造につながる経営資源（人材、資金など）の最適な配分をもたらすこと、③また来価値に対する確度や企業の信頼を高めることにより、幅広い投資家や金融機関からの評価を得て、資金調達が有利になること、④従業員が自社の強みや知的資産経営の内容を正確に認識することで、個人の仕事が自社の将来価値にどのように寄与するかが明確になり士気が向上すること、⑤企業価値の増大や資金調達が容易になることで、更なる知的資産経営の取り組みや強みとなる知的資産への投資が増大して、知的資産や価値創造のメカニズムの一層の強化、次なる情報開示につながることが挙げられている。